# Werner Kirsch (Tierzüchter)
Werner Kirsch (* 2. Januar 1901 in Osterode, Ostpreußen; † 20. Mai 1975 in Kiel) war ein Agrarwissenschaftler, Fütterungsexperte und Tierzüchter.

## Leben
Kirsch legte die Reifeprüfung ab, unterzog sich von 1919 bis 1922 durch Lehre und Verwaltertätigkeit einer landwirtschaftlichen Ausbildung, studierte an der Universität Königsberg Landwirtschaft und Zoologie, promovierte bei Wilhelm Voeltz auf dem Gebiet der Tierzucht und habilitierte sich 1928 in diesem Fach. Zum 1. Mai 1933 trat er der NSDAP bei (Mitgliedsnummer 1.846.130) und schloss sich im selben Jahr der SS an. Als Privatdozent war er von 1929 bis 1933 stellvertretender Leiter und danach bis 1944 ordentlicher Professor für Tierzucht und Tierhaltung und Direktor des Instituts für Tierzucht in Königsberg, von 1947 bis 1954 Direktor des Instituts für Milcherzeugung der Bundesforschungsanstalt für Milchwirtschaft in Kiel und zugleich Vertretungsprofessor für Fütterungslehre, Tierzucht und Tierhaltung an der Universität Kiel. 1954 folgte Kirsch einem Ruf an die Landwirtschaftliche Hochschule Hohenheim, wo er die Nachfolge von Jonas Schmidt antrat und bis zu seiner Emeritierung 1967 wirkte.
Kirsch befasste sich in seiner Forschungsarbeit vor allem mit der Konstitution und Gesundheit des Niederungsrindes sowie der Fütterung und Futterqualität hinsichtlich deren Einfluss auf die Milchleistung. Er veröffentlichte rd. 200 Publikationen, vorwiegend experimentellen Inhalts.

## Hauptwerk
- Die Silofutterbereitung im Kaltgärverfahren. 1930.
- Gärfutter, seine Gewinnung und Verwendung. 3. Auflage. 1942.
- Fütterung der Milchkühe im nordwestdeutschen Raum. 2. Auflage. 1949.
- mit H. Splittgerber: Vollwertige Ernährung der Milchkühe. 2. Auflage. 1953.
- mit H. Splittgerber und R. Fangauf: Die Fütterung der landw. Nutztiere. 1954. (3. Aufl. 1962)

## Auszeichnungen
- Kirsch wurde für sein theoretisches sowie praxisnahe Wirken von der Universität Göttingen mit dem Henneberg-Lehmann-Preis ausgezeichnet.
- 1956 erhielt er von der Deutschen Gesellschaft für Züchtungskunde (DGfZ) die Adolf-Köppe-Nadel.
- Die Tierärztliche Hochschule Hannover verlieh ihm die Würde eines Dr. med. vet. h. c.
- Die Deutsche Akademie der Landwirtschaftswissenschaften Berlin berief ihn 1957 zum korrespondierenden Mitglied.
- 1967 wurde Kirsch von der DGfZ mit der Hermann-von-Nathusius-Medaille für seine Leistungen in der Tierzucht ausgezeichnet.[3]